# Catamecia mauretanica
Catamecia mauretanica är en fjärilsart som beskrevs av Otto Staudinger 1901. Catamecia mauretanica ingår i släktet Catamecia och familjen nattflyn. Inga underarter finns listade i Catalogue of Life.